# Calliscelio leucosius
Calliscelio leucosius är en stekelart som först beskrevs av Nixon 1931.  Calliscelio leucosius ingår i släktet Calliscelio och familjen Scelionidae. Inga underarter finns listade.